# Marcos Ovejero
Marcos Emanuel Ovejero (La Plata, 23 novembre 1986) è un calciatore argentino naturalizzato boliviano, attaccante dell'Always Ready.

## Carriera
Ha giocato nella massima serie boliviana.